# Републикански път II-54
Републикански път II-54 е второкласен път, част от републиканската пътна мрежа на България, преминаващ по територията на области Русе и Велико Търново. Дължината му е 30,6 km.
Пътят се отклонява надясно при 53,5 km на Републикански път I-5 в кв. „Гара Бяла“ на гр. Бяла и се насочва на север покрай левия бряг на река Янтра през Средната Дунавска равнина. След като премине през село Ценово завива на запад. Минава през селата Пиперково и Караманово, където завива на северозапад, пресича река Студена (ляв приток на Янтра), навлиза във Великотърновска област и в източната част на село Вардим се свързва с Републикански път II-52 при неговия 51,6 km.
От него надясно в село Ценово, при 8,2 km се отклонява Републикански път III-5402 (15,6 km), който през село Обретеник достига до 34,4 km на Републикански път I-5.
| Пътища, отклоняващи се надясно (населено място, № на пътя, посока на пътя) | км   | Пътища, отклоняващи се наляво (посока на пътя, № на пътя, населено място) |
| -------------------------------------------------------------------------- | ---- | ------------------------------------------------------------------------- |
| Община Бяла, Област Русе, I-5, 53,5 km, кв. „Гара Бяла“ →                  | 0,0  | → кв. „Гара Бяла“, 53,5 km, I-5, Област Русе, Община Бяла                 |
| кв. „Гара Бяла“                                                            | 0,5  | → кв. „Гара Бяла“, общински път (за с. Босилковци)                        |
| Община Ценово                                                              | 2,2  | Община Ценово                                                             |
| (за с. Долна Студена) общински път ←                                       | 6,7  |                                                                           |
| (до 34,4 km на I-5) III-5402, 0,0 km, с. Ценово ←                          | 8,2  | с. Ценово                                                                 |
| (за с. Белцов) общински път, с. Ценово ←                                   | 9,3  | с. Ценово                                                                 |
| (от с. Новград) III-5201, 7,4 km →                                         | 13,8 |                                                                           |
| с. Пиперково                                                               | 15,5 | с. Пиперково                                                              |
| с. Караманово                                                              | 20,4 | с. Караманово                                                             |
| (за с. Новград) общински път ←                                             | 23,7 |                                                                           |
| Община Свищов, Област Велико Търново                                       | 27   | Област Велико Търново, Община Свищов                                      |
| (от 11,0 km на I-5) II-52, 51,6 km, с. Вардим →                            | 30,6 | → с. Вардим, 51,6 km, II-52 (до гр. Никопол)                              |